# Frank J. Tipler

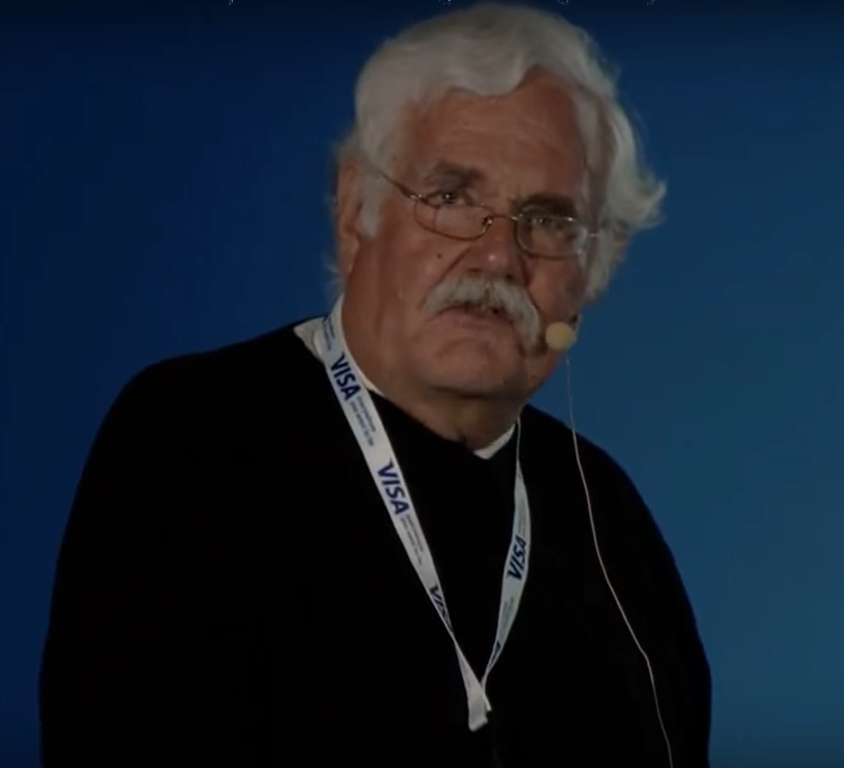
Frank J. Tipler (2017)

Frank Jennings Tipler III (* 1. Februar 1947 in Andalusia, Alabama, USA) ist ein US-amerikanischer Physiker.

## Leben
Frank J. Tipler, Sohn des Rechtsanwalts Frank Jennings Tipler Jr., studierte Physik und Mathematik u. a. an der Oxford University, der University of Texas at Austin, am Max-Planck-Institut für Physik und Astrophysik in München und den Universitäten Bern und Wien. Seit 1987 ist er Professor der mathematischen Physik an der Tulane University in New Orleans mit den Spezialgebieten Kosmologie, Allgemeine Relativitätstheorie, Elementarteilchenphysik und Komplexitätstheorie.
Tipler ist Fellow der International Society for Complexity, Information, and Design, welche Teil der allgemein als neokreationistisch eingestuften Intelligent-Design-Bewegung ist und Autor der populären und teils umstrittenen Bücher The Anthropic Cosmological Principle (mit John D. Barrow), Die Physik der Unsterblichkeit und Die Physik des Christentums.
Nicht verwechseln sollte man Frank Tipler mit Paul A. Tipler, einem emeritierten Professor, der ein Physik-Buch für Studenten verfasst hat.

## Lehre

### Tipler-Zylinder
Frank J. Tipler hat 1974 mit dem Tipler-Zylinder die erste Möglichkeit beschrieben, wie eine Zeitreise in die Vergangenheit theoretisch funktionieren könnte.

### Thesen vonDie Physik der Unsterblichkeit
Als Vertreter der Starken KI und des Anthropischen Prinzips glaubt Tipler an ein finales Ziel der geschichtlichen Veränderungen. Die Feinstrukturkonstante gilt ihm als starker Hinweis auf die zum Menschen hin orientierte Schöpfung des Kosmos.
Er sieht den Fortschritt in ein teleologisches Konzept eingebunden und damit eine grenzenlose Zukunft für intelligentes Leben und menschliche Kultur. In seinem Denken beruft er sich weniger auf geisteswissenschaftliche als auf rein physikalische Argumente. Man kann seine philosophisch-religiöse Haltung als eine utopische Ausformung des Pantheismus bezeichnen. Er sieht sich als Deist aus wissenschaftlicher Einsicht.
Gleichzeitig mit dem Informatiker Hans Moravec und dem Philosophen Robert Nozick entwickelte der extreme Reduktionist eine Theorie über den Auferstehungsmechanismus und veröffentlichte 1994 den populärwissenschaftlichen Bestseller Die Physik der Unsterblichkeit – Moderne Kosmologie, Gott und die Auferstehung der Toten, in dem die These der ontologischen Beweisbarkeit der Existenz eines werdenden Gottes vertreten wird.
Am Ende des Universums kumuliert danach alles virtuell oder materiell Existierende im Punkt Omega und bildet, in diesem für die Zukünftigen in ihrer erlebbaren Zeit unendlichen Moment, weil dort die Information vollkommen ist, die Gottheit. Mit anderen Worten: Es entsteht durch unendliche Information der vollendete Gott in der Ewigkeit. Den Heiligen Geist sieht er in der universellen Wellenfunktion – welche nach der Kopenhagener Deutung alle Information über das Universum enthält – repräsentiert. Ein Sohn Gottes findet – wenn man nicht das Werden des Lebens und speziell der Menschheit in der Evolution als solchen betrachten will – keinen Platz.
Die zu dieser Entwicklung notwendigen technologischen Voraussetzungen werden in einer spekulativen Vision dargestellt und in einem ausführlichen wissenschaftlichen Anhang anhand mathematischer Formeln begründet. Die Grundaussage ist, dass alle bisherige Existenz, alles bisherige Leben in ferner Zukunft in gigantischen, den Kosmos umfassenden Computerprogrammen reprogrammiert beziehungsweise neu erschaffen wird und somit digitale Unsterblichkeit erreicht wird. Voraussetzung dafür ist, dass die im Universum vorhandene Information bei aller Größe letztlich endlich ist und die Menschheit in der Lage ist, sich durch Raumfahrt im gesamten Universum auszubreiten, um die entsprechende Informationsmenge zu installieren.
Da menschliches, kohlenstoffbasiertes Leben in der fernsten Zukunft keine Überlebenschancen hat, werden die Träger der zukünftigen menschlichen Kultur nanotechnologische Von-Neumann-Sonden sein, die als Konzept auch Richard Feynman in seinem berühmten Vortrag There’s Plenty of Room at the Bottom im Jahr 1959 postulierte.
Tipler unterstellt die Theologie der Physik als Teilgebiet und versucht zu zeigen, dass seine Omegapunkt-Theorie mit den Endzeitvorstellungen bzw. der Eschatologie der Weltreligionen übereinstimmt.

### Thesen und Kritik vonDie Physik des Christentums
Auch in diesem Buch erklärt Tipler die kosmologische Singularität, also den Ursprung von allem außerhalb von Raum und Zeit, zum jüdisch-christlichen Gott. Während er sich aber in der Physik der Unsterblichkeit noch als Deist bezeichnet, der ausdrücklich die Existenz eines Gottessohnes im biblischen Sinn ablehnt, wandelt sich Tipler hier zum Christgläubigen, der Wunder wie die jungfräuliche Geburt, die Auferstehung und die Fleischwerdung als nicht im Widerspruch zu den Gesetzen der Naturwissenschaft bezeichnet und physikalische Experimente vorschlägt, um dies zu beweisen. Lawrence Krauss bezeichnete das Buch in einer Rezension als Sammlung von Halbwahrheiten und Übertreibungen sowie als unkritisch und unbegründet; es sei weit gefährlicher als Unsinn, weil die hohe wissenschaftliche Reputation eines intelligenten professionellen Wissenschaftlers fälschlicherweise die überzeugende Illusion vermittle, Tiplers Thesen seien durch die Physik impliziert und naturwissenschaftliche Approximation besäße in jedem Zusammenhang Gültigkeit.

## Kritik
In der Fachwelt stoßen Tiplers Darstellungen auf zum Teil heftige Kritik. Kritisiert wird vor allem, dass sein Szenario auf einer Vielzahl von unrealistischen oder unnachprüfbaren Annahmen beruht (zum Beispiel der Frage, ob die Informationsmenge im Universum endlich oder unendlich ist), von denen jede so hochspekulativ ist, dass man sie einzeln ins Reich der Phantasie verbannen müsse. Zudem wird der teleologische und weltanschaulich/religiöse Charakter als unwissenschaftlich kritisiert.
Unterstützung für den physikalischen Teil seiner Szenarien erhält Tipler zum Teil von David Deutsch, der jedoch den religiösen Aspekt von Tiplers Darstellungen ablehnt. Kommentare von Kollegen zu Tipler und seinen Thesen reichen von „Meisterstück der Pseudowissenschaft“ (George F. R. Ellis in einem Review im Journal Nature) über „My first reaction on reading the ideas behind this book in preprint form, was that Frank Tipler had gone mad“ (Chris Clarke in einem Review im Fachjournal Physics Today) zu „Mein Eindruck nach Lektüre des Buches ist ein etwas anderer: Der Entwurf zu diesem Buch entstand in feuchtfröhlicher Physiker-Runde zu später Stunde“ (Gebhard Grübl, Prof. am Institut für Theoretische Physik der Univ. Innsbruck).
Auch von theologischer Seite, z. B. von Hans-Dieter Mutschler, werden seine Thesen als Grenzüberschreitung der Naturwissenschaft kritisiert.

## Schriften
- zusammen mit John D. Barrow: The Anthropic Cosmological Principle. Clarendon Press, Oxford 1985, ISBN 0-19-851949-4 (wird von Tipler als frühe Version der Omegapunkttheorie (s. o.) bezeichnet).
- The Physics of Immortality. Modern Cosmology, God and the Resurrection of the Dead. Anchor Books, New York 1994, ISBN 0-385-46799-0.
  - Die Physik der Unsterblichkeit: Moderne Kosmologie, Gott und die Auferstehung der Toten. Piper, München 1994, ISBN 3-492-03611-2.
- Die Physik des Christentums. Ein naturwissenschaftliches Experiment. Piper, München 2008, ISBN 978-3-492-04720-3.